# Marc Schirmeister
Pour les articles homonymes, voir Schirmeister.
Marc Rolf Schirmeister, né le 6 février 1958, est un illustrateur qui vit à Los Angeles, en Californie. Ses travaux apparaissent dans de nombreux livres de science-fiction et dans des fanzines. Il est le fondateur de Rowrbrazzle, une association de presse amateur pour le fandom furry.